# José Curry da Câmara Cabral

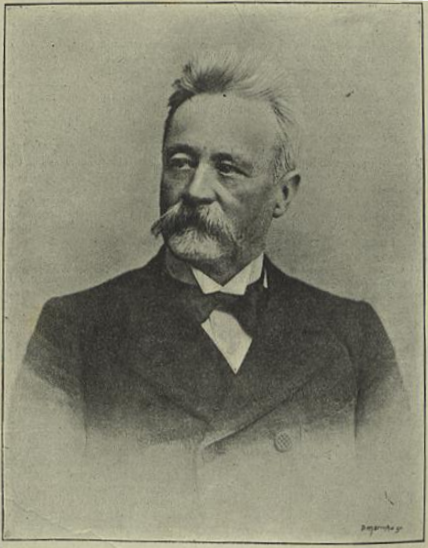
Curry Cabral in O Occidente (1899)

José Curry da Câmara Cabral (* 4. Mai 1844 in Lissabon; † 18. Mai 1920 in Lissabon), auch unter dem Namen Curry Cabral bekannt, war ein portugiesischer Arzt, Professor der Medizin an der Medizinisch-Chirurgischen Schule von Lissabon und einer der bekanntesten portugiesischen Forscher und Lehrer auf dem Gebiet der Medizin.
Er war Präsident der Sociedade das Ciências Médicas de Lisboa, Mitglied der Königlichen Akademie der Wissenschaften zu Lissabon und Mitglied des Conselho Superior de Instrução Pública. 1902 gründete er das Krankenhaus Hospital Curry Cabral in Lissabon.